# Ulrike Tanzer
Ulrike Tanzer (* 3. September 1967 in Steyr, Oberösterreich) ist eine österreichische Literaturwissenschaftlerin.

## Leben
Sie studierte Deutsche Philologie sowie Lehramt Anglistik/Amerikanistik an den Universitäten Wien und Salzburg. 1992/93 erfolgte ihr Unterrichtspraktikum in den Fächern Deutsch und Englisch am PG für Mädchen der Ursulinen in Salzburg-Glasenbach. 1996 promovierte sie mit einer Arbeit über Frauenbilder im Werk Marie von Ebner-Eschenbachs, im April 2008 erfolgte die Habilitation zur Universitätsdozentin. Im Oktober 2008 trat Tanzer die Stelle als außerordentliche Universitätsprofessorin für Neuere deutsche Literatur am Fachbereich Germanistik der Universität Salzburg an.
Seit 1. Oktober 2014 ist sie als Universitätsprofessorin für Österreichische Literatur an der Universität Innsbruck und Leiterin des Forschungsinstituts Brenner-Archiv tätig. Von 1. Oktober 2017 bis 28. Februar 2023 hatte Tanzer das Amt der Vizerektorin für Forschung der Universität Innsbruck inne.
Ihre Forschungsschwerpunkte liegen auf der Literatur des 19. und 20. Jahrhunderts, auf Gegenwartsliteratur, Glückskonzeptionen in der Literatur, Editionsphilologie, Literaturdidaktik sowie Leseforschung.

## Publikationen (Auswahl)

### Monographien
- Frauenbilder im Werk Marie von Ebner-Eschenbachs; Stuttgart: Heinz 1997 (= Stuttgarter Arbeiten zur Germanistik 344: Unterreihe Salzburger Beiträge 30).
- Fortuna, Idylle, Augenblick. Aspekte des Glücks in der Literatur; Würzburg: Königshausen & Neumann 2011.

### Editionen
- Friedrich Schlögl: Wiener Blut und Wiener Luft. Skizzen aus dem alten Wien. Hrsg. v. Karlheinz Rossbacher u. Ulrike Tanzer. Nachwort v. Karlheinz Rossbacher. Salzburg, Wien: Residenz Verlag 1997 (= Eine österreichische Bibliothek).
- Hugo von Hofmannsthal: Briefwechsel mit Marie von Gomperz 1892–1916. Freiburg i.Br.: Rombach 2001 (= Rombach Wissenschaften).
- Marie von Ebner-Eschenbach. Leseausgabe in vier Bänden. Hrsg., gem. mit Evelyne Polt-Heinzl und Daniela Strigl; St. Pölten, Salzburg, Wien: Residenz Verlag 2014–2015.
- Marie von Ebner-Eschenbach – Josephine von Knorr. Briefwechsel 1851–1908. Kritische und kommentierte Ausgabe. Hrsg., gem. mit Irene Fußl, Lina Maria Zangerl und Gabriele Radecke. 2 Bde. Berlin: De Gruyter 2016.

## Auszeichnungen
- Ehrenzeichen der Stadt Schwechat in Bronze
- Tiroler Adler-Orden in Gold für Verdienste um die Universität Innsbruck[2][3]
- Siegel der Universität Innsbruck[4]
- Großes Silbernes Ehrenzeichen für Verdienste um die Republik Österreich[5]